# Sheppardia poensis
Sheppardia poensis (акалат короткохвостий) — вид горобцеподібних птахів родини мухоловкових (Muscicapidae). Мешкає в Центральній Африці. Раніше вважався конспецифічним з рудим акалатом, однак був визнаний окремим видом.

## Підвиди
Виділяють п'ять підвидів:
- S. p. granti (Serle, 1949) — гори на південному сході Нігерії і на заході Камеруну;
- S. p. poensis (Alexander, 1903) — острів Біоко;
- S. p. kungwensis (Moreau, 1941) — гори Кунгве і Махале[en] на заході Танзанії;
- S. p. kaboboensis (Prigogine, 1955) — гора Кабобо на сході ДР Конго;
- S. p. schoutedeni (Prigogine, 1952) — схід ДР Конго.

## Поширення і екологія
Короткохвості акалати мешкають в Нігерії, Камеруні, Екваторіальній Гвінеї, Танзанії і Демократичній Республіці Конго. Вони живуть у вологих гірських тропічних лісах, сухих тропічних лісах, на болотах і плантаціях. Зустрічаються на висоті від 600 до 2500 м над рівнем моря.